# Жива конституція
Жива́ конститу́ція — теорія, сформована в американському конституціоналізмі, яка стверджує, що зміст конституції є динамічним і розвивається під впливом соціальних змін. Ідея «живої конституції» полягає в тому, що сучасний стан суспільства повинен прийматися до уваги при тлумаченні ключових конституційних фраз, створених у XVIII сторіччі.

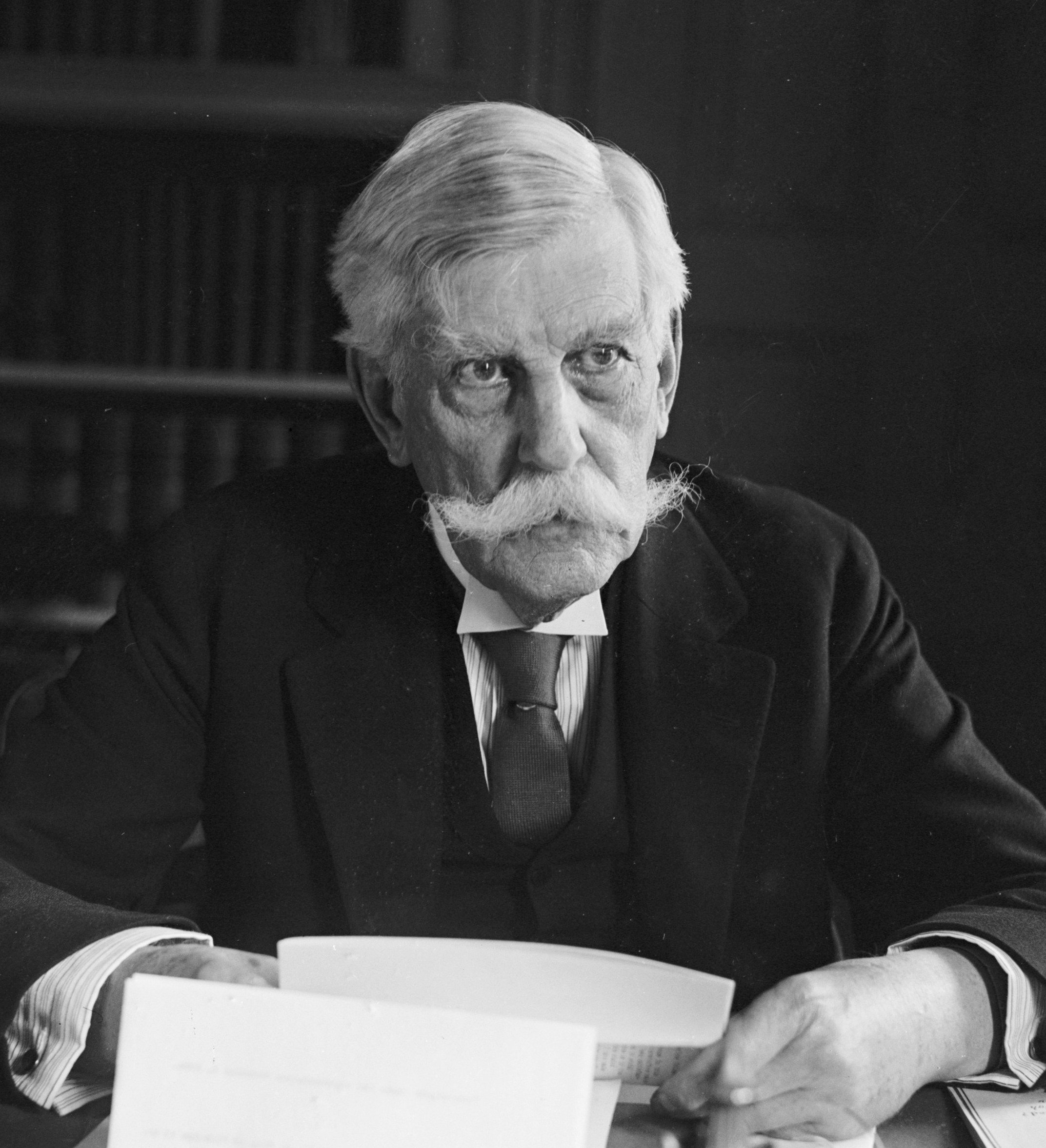
Олівер Венделл Голмс мол.

За словами судді Олівера Венделла Голмса молодшого, конституційні спори «необхідно розглядати в світлі всього нашого досвіду, а не тільки зважаючи на те, що було сказано сто років тому».
Термін (англ. Living constitution) вперше з'явився 1927 року в назві книги проф. Говарда Мак-Бейна (англ. Howard Lee McBain) «Жива конституція: Огляд реалій і легенд нашого Основного Закону».
Альтернативою концепції живої конституції є т.зв. «оригіналізм», який ґрунтується на переконанні, що судова система не повинна створювати, змінювати або анулювати закони (адже це є цариною законодавчої влади), але тільки забезпечувати їх виконання.

## Жива конституція у США
Конституція США 1787 року (на фото зліва) включає три компоненти:
1. преамбулу, яка не визнається судами та американською доктриною за складову частину Основного Закону, а розглядається тільки з точки зору джерела, від якого вона виходить, і цілей, заради яких вона вироблена: утвердження правосуддя, забезпечення внутрішнього спокою, організації спільної оборони, сприяння загальному добробуту і забезпечення громадянам США благ свободи;
2. сім статей і
3. двадцять сім поправок.
Текст Конституції при першому прочитанні видається простим, логічним, стислим, проте в ньому багато нечіткого, неконкретного і суперечливого. Він містить чимало загальних виразів. У Конституції відсутні положення про найважливіші інститути політичної влади — про конституційний контроль, політичні партії, виконавчий апарат; дещо поверхово характеризуються процедури обрання вищих посадових осіб та органів, парламентська діяльність. В її положеннях (на відміну від конституційних актів інших держав) відсутні поняття на кшталт «загальне голосування», «партія», «бюджет». А важливе питання про форму державного правління, якому в інших конституціях відводиться чільне місце, в Основному Законі США можна з'ясувати тільки зі статті IV; в її основі наступне твердження: «Сполучені Штати гарантують кожному штату в цьому Союзі республіканську форму правління». Про форму правління самих же США може судити далеко не кожен читач.

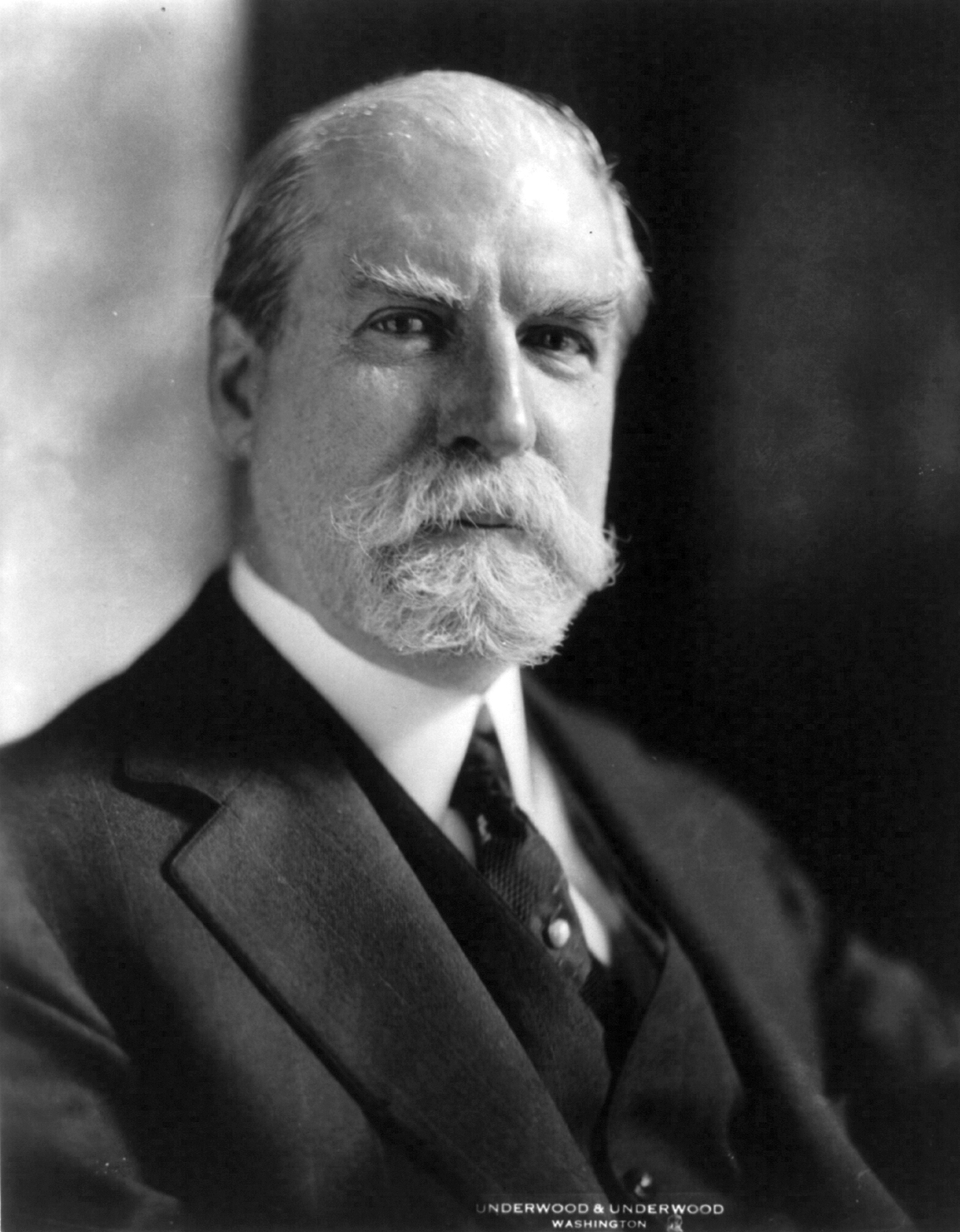
Чарльз Еванс Г'юз.

Ч.Е. Г'юз, голова Верховного Суду США (1930-1941)
Прогалини, наявні в Конституції, поповнюються вельми неквапливо. Однією з причин цього є підвищена «твердість» Основного закону — ускладнена процедура його зміни. У результаті в США нарівні з писаним правом діє так звана «жива» конституція, яка регулює конституційні відносини. Вона сформована Конгресом, Президентом, Верховним судом США і включає, зокрема, конвенційні норми. Тим не менш, «дописування» поправок до основного тексту Конституції не полегшує його розуміння, оскільки скасований текст не усувається. Більш того, деякі поправки змінили положення попередніх поправок, які в свою чергу модифікували початковий текст (наприклад, послідовні зміни порядку обрання та заміщення посад Президента та Віце-президента, встановленого в статті II і поправках XII, XX і XXV). Так само було і з славнозвісним «сухим законом», запровадженим у формі поправки до Конституції, а відтак відміненим, коли саме́ суспільство переглянуло певні позиції свого функціонування.
Отже, чинна Конституція США є найстарішою з існуючих у світі писаних конституцій, яка практично в незмінному вигляді зберігається аж до теперішнього часу. Внесені до Конституції поправки зачіпають лише окремі деталі створеного понад 200 років тому конституційного механізму. Оскільки офіційно діюча Конституція 1787 року містить лише загальні принципи, їх конкретна деталізація здійснювалася без офіційної зміни конституційного тексту двома шляхами: або за допомогою неписаних конституційних звичаїв, або головним чином шляхом прийняття відповідних нормативних актів, тобто в процесі поточного законодавства. Численні і різноманітні нормативні акти, прийняті Конгресом в силу його законодавчої прерогативи, є до теперішнього часу найважливішими джерелами американського права.
До теперішнього часу реально діюча («жива») Конституція США становить собою синтез конституційного тексту з цілою серією судових прецедентів, збудованих у вигляді конституційних доктрин, що додають Основному закону (який важко піддається формальним змінам) гнучкість і динамізм, необхідні для соціальних маневрів в умовах мінливої дійсності. Характерно, що у сфері тлумачення Конституції Верховний суд у меншій мірі, ніж в інших сферах законодавства, дотримується принципу прецеденту: він неодноразово, якщо цього вимагали обставини, відмовлявся від сформульованих ним же самим більш ранніх конституційних доктрин. Протягом ХХ століття він відкрито переглянув близько 150 таких доктрин, крім того, багато прецедентів були ним змінені й уточнені за допомогою практики «диференціювання», коли стара конституційна доктрина не відкидалася, але коректувалася стосовно нового складу конкретних життєвих фактів.
Американські вчені переконують, що незважаючи на те, що Конституції США вже понад двісті років, вона і досі є основним, важливим і, що мабуть найголовніше, дієвим документом; взірцем, еталоном для всіх інших держав і їх конституцій. Однак, за двісті років конституційне право перенесло в США важливі зміни. Саме тому без ідеї «живої» конституції неможливо зрозуміти американських політичних реалій.
Таким чином, під «живою» конституцією слід розуміти:

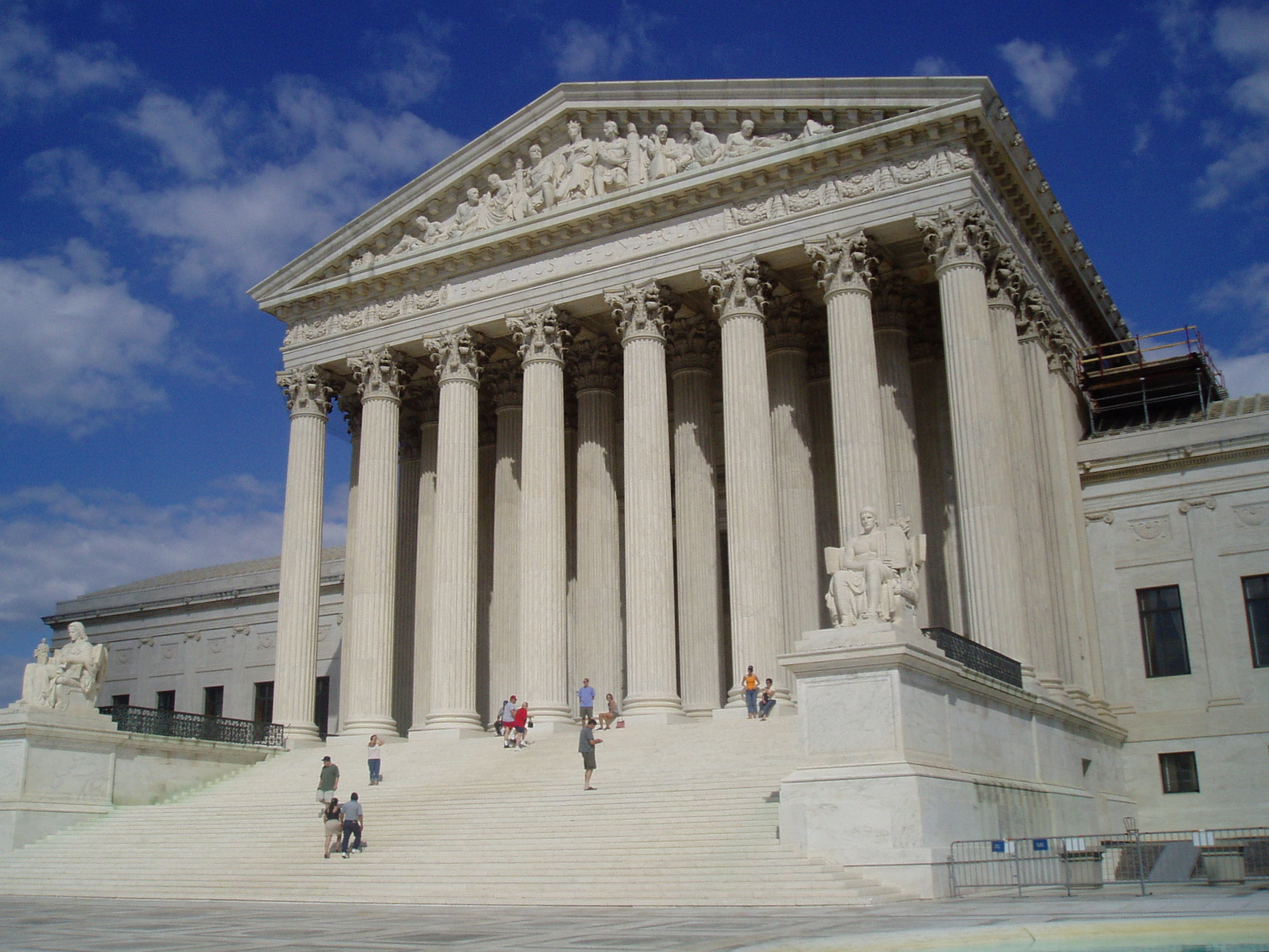
Верховний суд США

- акти тлумачення Конституції Верховним Судом США;
- конституційні норми штатів;
- судові прецеденти;
- закони (акти) Конгресу;
- акти президентів.

Іноді сюди ж відносять політичні інститути та владні функції, «не зафіксовані в Основному законі, але за своєю фактичною роллю йому рівнозначні чи навіть такі, що переважають за своєю суттю над ним».
Дж. Маршалл, голова Верховного Суду США (1801–1835)

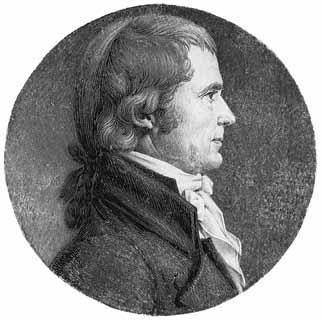
Джон Маршалл

Але найголовнішим елементом тут є са́ме масив рішень Верховного Суду США, що тлумачать Конституцію з урахуванням сучасних потреб і розвитку соціуму. Наприклад, коли Верховний Суд вказує, що Перша поправка (свобода слова, 1791 рік) застосовується до публікацій в Інтернеті (який, звичайно, не могли собі уявити батьки-засновники), ні в кого не виникає жодних заперечень.
Метою «живої конституції» є забезпечення процвітання суспільства, забезпечення стабільності та правонаступності в його економічному і соціальному розвитку, вирішення суперечностей між буквою Конституції і фактичним становищем суспільного, державного ладу.
Значення цієї теорії в тому, що конституція звичайно встановлюється з розрахунком на далекі політичні перспективи, а не на одне покоління. Природно, що її автори не передбачають усіх нюансів, з якими зіткнуться їх послідовники. Концепція «живої конституції» теоретично знімає цю небезпеку.
Тому, якщо писана (стабільна) Конституція США є жорсткою (в сенсі важкості внесення поправок до її тексту), то «жива» (динамічна) конституція — гнучка й еластична, вона порівняно швидко адаптується до потреб суспільства.
Сьогодні «жива конституція» в США — результат юридичного пристосування конституційної системи країни до сучасних соціально-політичних і міжнародних умов.

## Жива конституція в інших юрисдикціях. «Живий документ» у міжнародному праві
Концепція «живої конституції» як динамічної частини конституції фактичної прижилася в Канаді, Великій Британії, Франції, Німеччині тощо.
Див. також: Живе дерево
Існує поняття «допоміжні засоби тлумачення міжнародних договорів». Так, згідно з ч. 3 статті 31 Віденської конвенції про право міжнародних договорів, при тлумаченні підлягають врахуванню також:
а) усяка наступна угода між учасниками щодо тлумачення договору або застосування його положень;
b) наступна практика застосування договору, яка встановлює угоду учасників щодо його тлумачення;
с) будь-які відповідні норми міжнародного права, які застосовуються у відносинах між учасниками.
Теорія «живого документа» (англ. living instrument) була сприйнята і Європейським Судом з прав людини.
Насамперед, Європейська конвенція з прав людини тлумачиться виходячи з буквального сенсу і зіставлення двох її автентичних текстів — англійською та французькою мовами.
Проте, лаконічні рядки Конвенції навряд чи можуть дати відповіді на більшість питань. Саме тому Суд завжди виходив з того, що Конвенція є «живим інструментом». Розглянуті справи дозволяють уточнювати, конкретизувати, а в чомусь і розширювати нормативний зміст захищених прав людини. Наприклад, на момент прийняття Конвенції тілесні покарання були нормальним для європейських шкіл явищем, але вже через кілька десятиліть Суд постановив, що вони є порушенням статті 3 (заборона катування або нелюдського чи такого, що принижує гідність, поводження або покарання).

## Жива конституція в Україні
Суддя Конституційного Суду України В. М. Кампо (2006–2013) вважає, що Суду необхідно частіше звертатися до доктрини «живої конституції», «живого» права, що гарантуватиме більш високу якість прийнятих ним рішень. На його думку, у випадках, коли Конституційний Суд переглядає власні правові позиції (закріплені в попередніх рішеннях), це означає прихильність Суду названій доктрині.
Тут не можна не згадати, як Конституційний Суд вирішував проблему індивідуальної участі народних депутатів у коаліції депутатських фракцій і груп.
Так, у Рішенні 17 вересня 2008 року орган конституційної юстиції визначився: «До складу коаліції депутатських фракцій можуть увійти лише ті народні депутати України, які є у складі депутатських фракцій, що сформували коаліцію. Саме належність народних депутатів України до цих фракцій відіграє визначальну роль депутатських фракцій в утворенні коаліції депутатських фракцій». Тобто, індивідуальне членство заборонене.
Проте, 6 квітня 2010 року Конституційний Суд виніс протилежне за змістом Рішення: «окремі народні депутати України, зокрема ті, які не перебувають у складі депутатських фракцій, що ініціювали створення коаліції депутатських фракцій у Верховній Раді України, мають право брати участь у формуванні коаліції депутатських фракцій у Верховній Раді України». Тобто, індивідуальне членство дозволене.
На таку розбіжність багаторазово звертали увагу фахівці та ЗМІ.
Відповідаючи на очевидні закиди, тодішній Голова Конституційного Суду Андрій Стрижак фактично захистився теорією «живої конституції». Він зазначив, що Рішення 2010 року винесено на основі правової ситуації, що склалася на той час, і воно має принести користь суспільству. «Конституційний суд України не розглядав цю справу як спір, як конституційно-правовий конфлікт, а виходив з реальних процесів життя, які не завжди можна прочитати в книгах чи законах…».
Однак, таке пояснення не влаштувало тодішню опозицію, яка заявила про залякування і корупцію в середовищі конституційних суддів, пряме замовлення Президента Януковича з метою легітимації «коаліції тушок».
Через п'ять років, вже після усунення Януковича, цією справою зацікавилася СБУ. У ній побачили узурпацію влади.